# Distrito de Danubio-Ries
El Distrito de Danubio-Ries (en alemán: Donau-Ries) es uno de los 71 distritos en que está dividido administrativamente el estado alemán de Baviera. Es colindante (en el sentido de las agujas del reloj, empezando desde el norte) con los distritos de Ansbach, Weißenburg-Gunzenhausen, Eichstätt, Neuburg-Schrobenhausen, Aichach-Friedberg, Augsburgo, Dilinga, y con el estado federado de Baden-Wurtemberg (distritos de Heidenheim y Ostalb).

## Historia
Desde el Paleolítico, el Ries de Nördlingen ha sido un lugar adecuado para el asentamiento humano. La caza abundaba en el valle del Danubio y había muchas cuevas en las laderas del cráter, que proporcionaban refugio a los Neandertales y sus sucesores.
El Ries siempre estuvo densamente poblado. Desde el año 450 a. C. al 15 d. C. los Celtas construyeron sus asentamientos en las cimas de las colinas. Se pueden encontrar restos de fortificaciones circulares y santuarios celtas a lo largo y ancho de la región. Los celtas fueron reemplazados por los romanos, que aumentaron las defensa de la región construyendo fuertes y la Limes Germanicus (unos kilómetros al norte del territorio actual del distrito).
Los Romanos fueron expulsados hacia el año 250 d. C. por los alamanes, que a su vez fueron derrotados por los francos en el año 496. En los inicios del Sacro Imperio Romano Germánico fueron construidos nuevos castillos, entre ellos el de Oettingen, que fue el centro del Condado de Oettingen. Este condado fue mencionado por primera vez en 1141, gobernando las aldeas del Ries y haciéndose con territorios colindantes. En el siglo XV el condado fue dividido en dos estados: el de Oettingen-Oettingen y el de Oettingen-Wallerstein. Más tarde este último decidió convertirse al Protestantismo, mientras que el primero siguió siendo Católico. Esta fue razón para una sangrienta enemistad, resultando en décadas de guerra. Incluso antes de la guerra de los Treinta Años el Ries estaba completamente devastado y deshabitado. Hubo dos grandes batallas en la región: la Batalla de Nördlingen de 1634 y la Batalla de Nördlingen de 1645.
Tras la guerra, los Condes de estos estados (durante ese tiempo se fundó un tercer condado, el de Oettingen-Spielberg) reclutaron campesinos de Austria para repoblar sus tierras. Las hostilidades entre los condados se reavivaron. Hubo luchas en la guerra de sucesión española, con dos grandes batallas teniendo lugar en el Ries. Todo esto acabó cuando el último Conde Oettingen-Oettingen Protestante murió sin sucesores. Los estados de Oettingen-Wallerstein y Oettingen-Spielberg anexaron sus tierras y tornaron la región en Católica.
En 1806, Napoleón disolvió ambos estados de Oettingen y los cedió a Baviera. En el Congreso de Viena esta anexión fue confirmada, y la soberanía del Ris terminó.
El distrito de la actualidad fue establecido en 1972, tras la unión de los antiguos distritos de Nördlingen y Donauwörth.

## Geografía
El sur del distrito es cruzado por el Danubio, que fluye de oeste a este. Se le une el río Lech desde el sur. Al norte del río hay una cadena montañosa (la llamada Riesalb), conectando las sierras de la Jura Suabo al oeste y el Jura Francón al este. Hacia el Norte se encuentran el Ries de Nördlingen, una inmensa
depresión que de hecho es un cráter de impacto causado por un meteorito hace unos 14,8 millones de años.

## Escudo de armas
El escudo de armas muestra:
- El águila del Sacro Imperio Romano Germánico como símbolo de las Ciudades Imperiales Libres de Donauwörth y Nördlingen;
- La cruz amarilla sobre fondo rojo, que fue parte del blasón de los Oettingen;
- Los cuadrados azules y blancos de Baviera.

## Ciudades y municipios
| Ciudades                                                                                    | Municipios | |
| ------------------------------------------------------------------------------------------- | --- | --- |
| 1. Donauwörth 2. Harburg 3. Monheim 4. Nördlingen 5. Oettingen in Bayern 6. Rain 7. Wemding | 1. Alerheim 2. Amerdingen 3. Asbach-Bäumenheim 4. Auhausen 5. Buchdorf 6. Daiting 7. Deiningen 8. Ederheim 9. Ehingen am Ries 10. Forheim 11. Fremdingen 12. Fünfstetten 13. Genderkingen 14. Hainsfarth 15. Harburg 16. Hohenaltheim 17. Holzheim 18. Huisheim 19. Kaisheim | 1. Maihingen 2. Marktoffingen 3. Marxheim 4. Megesheim 5. Mertingen 6. Mönchsdeggingen 7. Möttingen 8. Munningen 9. Münster 10. Niederschönenfeld 11. Oberndorf am Lech 12. Otting 13. Reimlingen 14. Rögling 15. Tagmersheim 16. Tapfheim 17. Wallerstein 18. Wechingen 19. Wolferstadt |